# Шкала Мооса (Gata Cattana)
«Шкала Мооса» — перша книга реперки та поетеси Ани Ізабель Гарсіа Льоренте, більш відомої як Gata Cattana або Ana Sforza. Перше видання було опубліковано в листопаді 2016 року через незалежне видавництво Homo Stultus, яке відповідало за макет і дизайн книги, доступної будь-кому в мережі Інтернет.   У червні 2017 року її перевидало видавництво Arcesis після трагічної смерті поетеси в березні того ж року.   Видавництво виставило друге видання на продаж як у фізичних магазинах, так і онлайн, і весь отриманий прибуток з продажів було передано Фонду Гати Каттани. Книга складається з 23 віршів і чотирьох оповідань, а також кількох ілюстрацій Чіко Івани та прологу, який було написано Антоніо Дієсом Фернандесом. 
У лютому 2019 року Aguilar перевидали книгу в новому, розширеному виданні з раніше не публікованими віршами авторки.  Окрім оригінального нового матеріалу, це перевидання включає рукопис одного з неопублікованих віршів, який було передано видавництву літературним агентством Dispara. Ана Льоренте, мати Гати Каттани, відповідала за третю публікацію творів своєї доньки.  Книга також містить дві нові ілюстрації Дона Івани та спеціальну передмову від поетеси Ірен X. 
Книга не має офіційного перекладу українською мовою. 

## Зміст і стиль
Зміст «Шкали Мооса» варіюється від фемінізму й міфології до політичної та соціальної критики, постійно змішуючи посилання на класику з повсякденною реальністю. Хоча теми книги й збігаються з темами пісень авторки, стиль віршів має відмінності. У своєму репі авторка шукала музикальності та рими, тоді як у поезії вірші написані вільно й без обмежень як у формі, так і в змісті. У поезії Ана дозволяє собі бути справжньою собою.  В оповіданнях, що включені до книги, авторка говорить від першої особи, щоб розповісти читачеві (або самій собі) про аспекти та роздуми свого життя, зосереджуючись насамперед на андалузькій культурі, в якій вона вбачала своє глибоке коріння.  Політологічна освіта та власне мистецькі інтереси авторки відзначаються в ліриці Ани. У назві твору фігурує шкала, за якою вимірюється твердість мінералів. Назва використана як метафора якості принципів людей і суспільства. Її акуратна мова та посилання на філософію, історію та геополітику переплітаються з найбільш особистими почуттями поетеси. Книга чудово демонструє соціальну активність та войовничість авторки, які й привели її до статусу культової фігури та ікони феміністичної боротьби.  

## Вплив
Після публікації останнього перевидання в столиці Іспанії, Мадриді, та в рідному місті Ани, Адамусі, Кордові та Гранаді відбулися вшанування та читання збірки віршів, а також різноманітні пам’ятні заходи. 

## Вірші
Книга не має офіційного перекладу українською.
1. До Мадриду
2. Левіафан
3. Шкала Мооса
4. Листочок м'яти
5. Буття
6. Пророцтво
7. Твоя справа, поете
8. З руками
9. Зникнення
10. La Satine
11. Теогонія
12. Пара з двох
13. Діагностика
14. Діагностика II
15. Кипарис і колос
16. Зимова Ребекка
17. Cospedales
18. Емпіричний випадок
19. Вони прийдуть
20. Не тобі
21. Винний
22. N18
23. Водний

## Оповідання
1. Варавва
2. Рудименти
3. День Народження
4. Жасмин